# Julia Mühlbacher
Julia Mühlbacher (Braunau am Inn, 2 de agosto de 2004) es una deportista austríaca que compite en salto en esquí. Ganó dos medallas de plata en el Campeonato Mundial de Esquí Nórdico, en los años 2023 y 2025, ambas en la prueba de trampolín normal por equipo.

## Palmarés internacional
| Campeonato Mundial | Campeonato Mundial  | Campeonato Mundial | Campeonato Mundial |
| Año                | Lugar               | Medalla            | Prueba             |
| ------------------ | ------------------- | ------------------ | ------------------ |
| 2023               | Planica (Eslovenia) | Medalla de plata   | TN por equipo      |
| 2025               | Trondheim (Noruega) | Medalla de plata   | TN por equipo      |